# Patrick D'Rozario
Patrick D'Rozario (in bengali প্যাট্রিক ডি’রোজারিও; Padrishbpur, 1º ottobre 1943) è un cardinale e arcivescovo cattolico bangladese, dal 30 settembre 2020 arcivescovo emerito di Dacca.

## Biografia
Patrick D'Rozario è nato il 1º ottobre 1943 nel villaggio di Padrishbpur, divisione di Barisal ed arcidiocesi di Chattogram, nella parte meridionale del Bangladesh.
Ventinovenne, ha ricevuto l'ordinazione sacerdotale l'8 ottobre 1972 per la Congregazione di Santa Croce, nel villaggio natale, per imposizione delle mani di monsignor Joachim J. Rozario, C.S.C., vescovo di Chittanong.

### Ministero episcopale
Il 21 maggio 1990, con la bolla pontificia Quo aptius, papa Giovanni Paolo II ha eretto la diocesi di Rajshahi, scorporandone il territorio dalla diocesi di Dinajpur; contestualmente lo ha nominato, quarantaseienne, primo vescovo della nuova sede. Ha ricevuto la consacrazione episcopale il successivo 12 settembre, presso la Chiesa di Nostra Signora di Lourdes a Bonarpara Haroa, per imposizione delle mani di monsignor Theotonius Gomes, C.S.C., vescovo di Dinajpur, assistito dai co-consacranti monsignori Michael Rozario, arcivescovo metropolita di Dacca, e Piero Biggio, arcivescovo titolare di Otricoli e pro-nunzio apostolico in Bangladesh. Come suo motto episcopale il neo vescovo D'Rozario ha scelto Communionem contemplari, che tradotto vuol dire "Contemplare la Comunione".
Il 3 febbraio 1995 papa Wojtyła lo ha trasferito, cinquantunenne, alla sede di Chittagong; è succeduto al sessantatreenne monsignor Joachim J. Rozario, dimissionario per motivi di salute e che già lo aveva ordinato sacerdote. Ha preso possesso dell'arcidiocesi, nella cattedrale di Nostra Signora del Santo Rosario a Chittagong, il successivo 21 aprile.
Il 25 novembre 2010 papa Benedetto XVI lo ha promosso, sessantasettenne, arcivescovo coadiutore di Dacca. Il 22 ottobre 2011, dopo l'accettazione della rinuncia per motivi d'età del settantacinquenne monsignor Paulinus Costa, è succeduto per coadiutoria alla guida della sede metropolitana nella capitale bengalese. Il 29 giugno 2012, giorno della solennità dei Santi Pietro e Paolo, si è recato presso la basilica di San Pietro in Vaticano, dove il pontefice gli ha imposto il pallio, simbolo di comunione tra la Santa Sede e il metropolita.
Nel dicembre 2011 è stato eletto presidente della Conferenza dei Vescovi Cattolici del Bangladesh, succedendo anche in questo incarico a monsignor Costa.

### Cardinalato
Il 9 ottobre 2016, durante l'Angelus, papa Francesco ha annunciato la sua creazione a cardinale nel concistoro del 19 novembre seguente; è il primo porporato bengalese nella storia della Chiesa. Durante la cerimonia, svoltasi nella basilica di San Pietro in Vaticano, il pontefice gli ha conferito la berretta, l'anello cardinalizio ed il titolo presbiterale di Nostra Signora del Santissimo Sacramento e Santi Martiri Canadesi; il titolo era vacante dall'8 aprile 2015, giorno della morte del cardinale Jean-Claude Turcotte, arcivescovo emerito di Montréal. Ha preso possesso della sua chiesa titolare in una celebrazione svoltasi il 13 maggio successivo alle ore 18:00.
Ha accolto papa Francesco durante il suo viaggio apostolico in Bangladesh, dal 30 novembre al 2 dicembre 2017.
Il 30 settembre 2020 papa Bergoglio ha accettato la sua rinuncia dal governo pastorale dell'arcidiocesi di Dacca per raggiunti limiti d'età, ai sensi del can. 401 § 1 del Codice di diritto canonico, divenendo arcivescovo emerito; gli è succeduto monsignor Bejoy Nicephorus D'Cruze, O.M.I, trasferito dalla sede di Sylhet.
Il 1º ottobre 2023 compie ottant'anni e, in base a quanto disposto dal motu proprio Ingravescentem Aetatem di papa Paolo VI del 1970, esce dal novero dei cardinali elettori e decade da tutti gli incarichi ricoperti nella Curia romana.

## Genealogia episcopale e successione apostolica
La genealogia episcopale è:
- Cardinale Scipione Rebiba
- Cardinale Giulio Antonio Santori
- Cardinale Girolamo Bernerio, O.P.
- Arcivescovo Galeazzo Sanvitale
- Cardinale Ludovico Ludovisi
- Cardinale Luigi Caetani
- Cardinale Ulderico Carpegna
- Cardinale Paluzzo Paluzzi Altieri degli Albertoni
- Papa Benedetto XIII
- Papa Benedetto XIV
- Papa Clemente XIII
- Cardinale Marcantonio Colonna
- Cardinale Giacinto Sigismondo Gerdil, B.
- Cardinale Giulio Maria della Somaglia
- Cardinale Carlo Odescalchi, S.I.
- Cardinale Costantino Patrizi Naro
- Cardinale Lucido Maria Parocchi
- Papa Pio X
- Cardinale Gaetano De Lai
- Cardinale Raffaele Carlo Rossi, O.C.D.
- Cardinale Amleto Giovanni Cicognani
- Arcivescovo Costante Maltoni
- Arcivescovo Michael Rozario
- Vescovo Theotonius Gomes, C.S.C.
- Cardinale Patrick D'Rozario, C.S.C.

La successione apostolica è:
- Arcivescovo Lawrence Subrato Howlader, C.S.C. (2009)
- Vescovo James Romen Boiragi (2012)
- Vescovo Shorot Francis Gomes (2016)